# Țigani

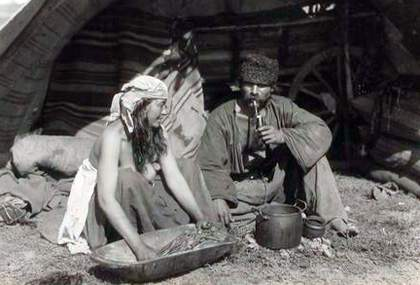
Țigani în Chișinău (1900)

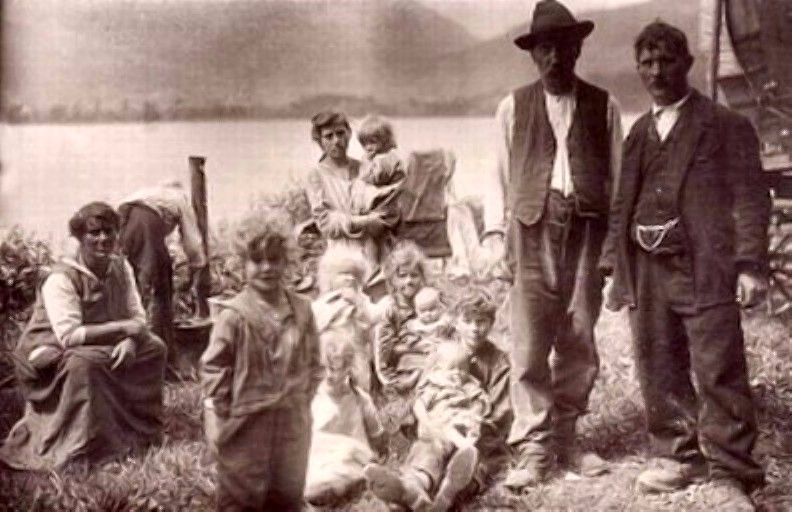
Familie de țigani din Elveția (1928)

Țiganii (cunoscuți și sub numele de romi) sunt membrii unei populații nomade de origine hindusă. Aceasta este una din denumirile date de către cei din afara etniei lor. Se presupune că numele de „țigani" (zingari, tsigans, Zigeuner, cigani, cikani in alte limbi) provine din grecescul athinganein, (tradus: „a nu se atinge"), numele unei secte din Bizanț care practica izolaționismul, cu care romii au fost confundați. Alți termeni folosiți în alte limbi sunt cei derivați din termenul „egiptean", respectiv „gypsy", „gitano", etc și se bazează  pe faptul că în evul mediu se presupunea că originea țiganilor ar fi fost din Egipt. În jurisprudența britanică, Legea Amplasării Caselor Mobile din 1968 definește țiganii ca fiind „persoane cu un mod de viață nomad, indiferent de rasă sau origine” etichetarea depinzând de felul de viață, nu de originile culturale sau etnice. Totuși, această identificare nu este considerată suficientă. Modul de viață nu este considerat factorul determinant în definirea lor deoarece sunt numeroși țigani care se simt țigani deși au adoptat un mod de viață sedentar.
O hotărâre din 1983 a Camerei Lorzilor stabilea că termenul „etnic” nu era utilizat în sens strict biologic sau rasial, ci făcea referire la câteva trăsături:
- îndelungata tradiție comună, de care grupul este conștient că îl distinge de alt grup, și a cărei amintire este păstrată vie;
- tradiția culturală proprie, incluzând obiceiurile de familie și sociale, adesea moravurile, dar nu în mod obligatoriu, asociate cu respectarea tradiției religioase.
- originea geografică comună sau descendența dintr-un număr de strămoși comună;
- o limbă comună specifică grupului;
- o religie comună, dar diferită de cea a grupurilor apropiate sau a marii comunități;
- faptul de a reprezenta o minoritate sau un grup oprimat în cadrul unei comunități mai largi.[7]

Țiganii se definesc între ei în moduri diferite în funcție de țara unde locuiesc. Cei din Anglia, SUA, Canada și Australia se definesc romanichal. Țiganii europeni stabiliți din vechime se numesc „calé” (negri) în Spania și în sudul Franței, „kaale” în Finlanda, „sinti” în Germania, „manouches” în Franța. Țiganii se autodenumesc romi în limba romani din Europa, lom în dialectul armean și dom în cel sirian și persan al limbii romani. Este o corespondență fonetică exactă cu termenii domba din sanscrită și dom sau dum din indiana modernă. Numele țiganilor în primele documente românești figura ațigani care se pare că ar fi derivat din verbul din limba greacă veche athinganein (a nu se atinge).

## Limba
Limba vorbită de țigani este limba țigănească numită și romani. Ea face parte din ramura indo-ariană a familiei de limbi indo-europene. Există două curente principale cu privire la originea acestei limbi. Unul dintre ele susține că provine din partea de nord-vest a Indiei sau având origine dardică. Sampson, unul din susținătorii acestui curent, afirmă că părăsirea acelor ținuturi a avut loc la sfârșitul secolului al IX-lea e.n. Celălalt curent, reprezentat de Sir Ralph Turner, cu o argumentație mult mai convingătoare, susține că limba romani aparținea inițial grupului central de limbi și că trăsăturile fonologice și lexicale dardice sau nord-vestice sunt rezultatul unei migrații ulterioare, probabil înainte de anul 250 î.e.n., din zona centrală către nord-vest. Totuși, în urma unor cercetări recente, lingvistul american Terrence Haufmann susține că proto-țiganii au pătruns în teritoriile iraniene înainte de anul 300 î.e.n probabil din cauza incursiunilor lui Alexandru cel Mare în nord-vestul Indiei în anii 327-326 î.e.n. Limba ienișilor este o limbă germanică. În spațiul românesc numele „țigani” apare în toponimie, hidronimie, oronimie, onomastică etc. (În acest sens vezi: Țigănești (dezambiguizare), Râul Țiganu (dezambiguizare) și Țiganca).

## Istoric
După istoricul Neagu Djuvara, țiganii ar fi fost un trib care a fugit din nordul Indiei din cauza faptului că nu a mai suportat regimul la care era supus de către castele superioare. Aceștia făceau parte din casta Paria, de membri căreia cei din castele superioare nici măcar nu aveau voie să se atingă. În drumul către Europa au străbătut Orientul Mijlociu, fiind alungați de iranieni și turci. Prima țară din Europa locuită de țigani a fost Imperiul Bizantin. Numele Imperiului Bizantin este un termen modern. Termenul vremii era Ρωμανία (Romania) sau Βασιλεία Pωμαίων (Basileia Romaion), echivalentul latinescului Imperium Romanorum (Imperiul Roman). De abia în 1557, istoricul german Hieronymus Wolf, care a introdus un sistem de istoriografie bizantină în lucrarea sa Corpus Historiae Byzantinae, pentru a deosebi istoria antică romană de istoria medievală greacă. „Așadar din șederea lor în Romania și-au luat țiganii denumirea de romi.” La sfârșitul secolului al XIV-lea apare o nouă categorie de populații migratoare: țiganii, oameni lipsiți de libertate sau alte drepturi.
Prima atestare documentară a robiei romilor pe teritoriul românesc datează din 3 octombrie 1385. Conform statisticilor, în jurul anilor 1850, o treime din țiganii Europei locuiau în Moldova și în Țara Românească, iar ponderea lor în raport cu populația din interiorul granițelor principatelor române era de 7%. La 22 decembrie 1855, Divanul Obștesc din Principatul Moldovei a votat „Legiuirea pentru desființarea sclaviei, regularea despăgubirei și trecerea emancipaților la dare”. La 20 februarie 1856 domnitorul Barbu Știrbei a promulgat „Legiuirea pentru emancipația tuturor țiganilor din Principatul Românesc” pe baza unui text întocmit de Petre Mavrogheni și Mihail Kogălniceanu. Această lege elibera din sclavie și ultima categorie de robi, aceia care aparțineau proprietarilor particulari.Începând cu anul 1860, țiganii din România încep să se diferențieze treptat în două mari categorii : țiganii sedentari și țiganii nomazi. În jurul anilor 1930, C. Popp-Șerboianu găsește în România, următoarele categorii de țigani : lăieții și vătrașii. Lăieții, în funcție de meseria exercitată, formează, în mod natural , un număr de corporații:
1) Ursarii (dansatorii ursului). Aceștia se întâlnesc în sate, dar au început totuși să abandoneze această ocupație și s-au apucat să fabrice piepteni de os, croșete, andrele, foarfeci, etc.
2) Ciurarii. Aceștia se ocupă cu făcutul ciururilor, sitelor, periilor, etc.
3) Căldărarii fac căldări de aramă, tingiri și oale.
4) Fierarii care fac șarete și în general orice obiect de fier, ei sunt stabiliți în orașe dar și în sate.
5) Costoranii (spoitorii) veniți din Turcia, spoiesc vasele de bucătărie cu cositor.
6 ) Rudarii ( sau blidarii sau lingurarii ) se ocupă cu fabricarea de jgheaburi, furci pentru câmp( din lemn), furci de tors și fuse , talere din lemn, linguri, mături.
7) Potcovarii stabiliți la orașe, potcovesc caii și execută alte lucrări din fier.
8) Spălătoresele ( chivuțele) sunt stabilite numai în orașe unde se ocupă cu văruitul caselor.
9) Meșterii-lăcătuși, stabiliți în orașe, vând bare pentru garduri, repară încuietorile de uși și fac chei.
10) Lăutarii ( muzicanții ) locuiesc atât în orașe cât și în sate.
11) Vânzătoarele  de flori și floricele, se găsesc numai în orașe.
12) Ghicitoarele :  descântătoarele sau prevestitoarele viitorului se găsesc în orașe, sate și sunt nomade.
13) Văcsuitorii de ghete - se întâlnesc numai în orașe.
14) Salahorii, muncitori ajutători la construcția locuințelor.
Vătrașii erau în mare parte în sate, unde, începând cu 1924, dată la care au primit în posesie pământ, se ocupau cu agricultura. Tot dintre ei o parte sunt cântăreți, potcovari, servitori la curțile boierești, bucătari, meșteșugari.
O foarte mare parte din țigani au trecut prin procese de asimilare și aculturație, adoptând viața sedentară, cultura scrisă, limbile și religiile  popoarelor lângă care au trăit. Din cauza modului lor de viață, a culorii pielii, limbii și obiceiurilor diferite, țiganii au fost, vreme îndelungată, obiect de ură șovină și rasială, care a culminat în secolul al XX-lea cu deportarea și uciderea în masă a unor categorii din rândurile lor în cadrul politicii de genocid a celui de-al Treilea Reich și a unor regimuri aliate cu acesta.

## Generalități
Țiganii pot fi găsiți în aproape toată lumea, cel mai cunoscut grup fiind romii. În Europa, importante grupuri trăiesc în Bulgaria, Cehia, Franța, Grecia, Macedonia, România, Serbia, Slovacia, Spania și Ungaria. Importante comunități de romi trăiesc și în Asia (mai ales în Turcia, Caucaz, Iran și India), în nordul Africii și în America.
Țiganii nu sunt o populație omogenă. Ei se împart în circa 40 de grupuri, structurate în funcție de legăturile familiale, de profesii, de dialecte, de modul de viață sedentar sau nomad. Principalele grupuri sunt ursarii (dau spectacole cu urșii), căldărarii (confecționează și repară vase de aramă), fierarii (potcovarii), crăstarii (vânzătorii de cai), spoitorii (spoiesc tigăi și tingiri de bucătărie), rudarii (lucrători în lemn), boldenii (vânzători de flori), argintarii (bijutieri), zlătarii (extrag aurul din albiile râurilor) etc. Între grupuri există foarte importante diferențe lingvistice.